# Nice-2 (tổng)
Tổng Nice-2 là một tổng của Pháp. Tổng này nằm ở tỉnh Alpes-Maritimes trong vùng Provence-Alpes-Côte d'Azur.

## Các đơn vị hành chính
Tổng Nice-2 bao gồm một phần của xã Nice. Các khu phố của Nice nằm trong tổng này:
- Médecin
- Dubouchage
- Carabacel

## Lịch sử
| Ngày bầu cử | Tên                   | Đảng | Tư cách |
| ----------- | --------------------- | ---- | ------- |
|             |                       |      |         |
|             | M. Joseph Robaut      | RPR  |         |
| 1974        | M. Gaston Robaut      | RPR  |         |
| 1988        | M. Gaston Robaut      | RPR  |         |
| 1994        | M. Jean-Auguste Icart | RPR  |         |
| 2001        | M. Jean-Auguste Icart | DVD  |         |
| 2008        | M. Jean-Auguste Icart | DVD  |         |

## Biến động dân số
| 1882                                         | 1926 | 1962 | 1968 | 1975 | 1982 | 1990 | 1999   |
|                                              |      |      |      |      |      |      | 19 774 |
| -------------------------------------------- | ---- | ---- | ---- | ---- | ---- | ---- | ------ |
| Số liệu từ năm 1990: Dân số không tính trùng |      |      |      |      |      |      |        |